# Flughafen Oscoda–Wurtsmith

i7
i11
i13
Der Flughafen Oscoda–Wurtsmith (englisch Oscoda–Wurtsmith Airport, IATA-Code: OSC, ICAO-Code: KOSC) ist ein öffentlicher Flughafen  6 km nordwestlich von Oscoda, im Iosco County, Michigan in den Vereinigten Staaten.

## Flughafendaten
Der Flughafen hat eine Asphaltpiste mit Länge von 3597 m Länge und 61 m Breite. Er befindet sich auf 193 m Seehöhe. Die Gesamtfläche beträgt 809 ha. Der Flughafen Oscoda-Wurtsmith ist Eigentum der Oscoda-Wurtsmith Airport Authority (OWAA oder Airport Authority) und wird von ihr betrieben. Er ist im Nationalen Plan für integrierte Flughafensysteme der Federal Aviation Administration (FAA) für 2017–2021 enthalten, in dem er als lokale Einrichtung für die allgemeine Luftfahrt kategorisiert wird. Kalitta Air verfügt über einen großen Wartungsbetrieb am Flughafen.

## Geschichte
Im Jahr 1942 wurden drei 5000 × 150 Fuß (1524 × 46 m) große Landebahnen aus Beton gebaut, die nordöstlich/südwestlich, ostwestlich und nordwestlich/südwestlich ausgerichtet waren. Der Flugplatz unterstand den United States Army Air Forces und wurde in Oscoda Army Air Field umbenannt. Er war ein Hilfsflugplatz der Selfridge Army Air Base. Ab Juli 1944, mit der Schließung des Blackstone Army Airfield, Virginia, wurde er zur Ausbildung von Piloten der Freien Französischen Luftwaffe (französisch: Forces Aeriennes Francaises Libres, FAFL) genutzt. Die Gerichtsbarkeit der Oscoda AAF wurde am 16. April 1945 auf das Continental Air Command übertragen und Oscoda wurde anschließend zum Unterstützpunkt der Selfridge Army Air Base. Am 31. Dezember 1945 wurde die Station in den Ruhezustand versetzt und diente in den nächsten Jahren als Zwischenstopp für Flugzeuge.
Der Stützpunkt wurde am 1. Januar 1951 zu einer dauerhaften Einrichtung, als die US-Luftwaffe ihn als Trainingsbasis für Abfangjäger für das Air Defense Command (ADC) auswies. Die Basis wurde 1953 in Wurtsmith Air Force Base umbenannt, nachdem der aus Michigan stammende Generalmajor Paul Wurtsmith getötet wurde, als seine North American B-25 TB-25J-27-NC Mitchell 44-30227 im September 1946 in der Nähe von Cold Mountain, North Carolina, abstürzte.
Im Jahre 1959 erfolgte die Erweiterung der Start- und Landebahn auf 12.000 Fuß Länge, die für die Landung  von Boeing B-52 besser geeignet war. Zusammen mit der Landebahnverlängerung wurde an der Nordseite des Endes der Start- und Landebahn 24 ein „Christmas Tree“-Alarmfeld für neun Alarmflugzeuge sowie ein „Maulwurfsloch“ errichtet. Hier halten sich die Alarmteams in Schichten rund um die Uhr auf und sind für die Alarmierung bereit, um die Flugzeuge innerhalb weniger Minuten starten zu können.
Die Auflösung der Sowjetunion beschleunigte die Ausmusterung der B-52G weiter und veranlasste die US-Luftwaffe 1992, das Strategic Air Command zu inaktivieren. Die Wurtsmith AFB wurde am 30. Juni 1993 aufgrund des BRAC-Prozesses (Base Realignment and Closure) von 1991 geschlossen, der feststellte, dass die Entwicklung neuer Waffen und Satellitenüberwachungssysteme mit großer Reichweite viele Installationen unnötig machte. Der Flughafen blieb für allgemeinen Luftverkehr aber weiterhin in Betrieb.
Bemerkenswert ist der Betrieb des Yankee Air Force Museum – Wurtsmith Division. Es finden regelmäßig Veranstaltungen statt.

## Flugbetrieb
Im Jahre 2021 haben 5700 Flugbewegungen stattgefunden, davon 3800 lokale Bewegungen und 1900 Zwischenlandungen. 17 einmotorige Flugzeuge, 19 Jetflugzeuge und 1 Helikopter waren 2021 hier stationiert.

## Zwischenfälle
- 11. Oktober 1988: Der Tanker des Typs Boeing KC-135A der US Air Force (60-0317) landete nach einem steilen Anflug bei Seitenwind hart. Das Flugzeug kam von der Landebahn ab und zerbrach. Ein Feuer brach aus.[9]

- 25. September 2018: Eine Beechcraft 200 Super King Air, die für Kalitta Charters flog, prallte während eines Instrumentenanflugs auf Landebahn 6 am Oscoda-Wurtsmith Airport (OSC), Michigan, USA, in bewaldetes Gelände. Das Flugzeug wurde durch Aufprallkräfte und einen Brand nach dem Aufprall zerstört und der Pilot wurde tödlich verletzt. Nach Angaben des Betreibers war das Flugzeug auf dem Weg nach OSC, um Passagiere abzuholen und nach Memphis, Tennessee, zu bringen. Die Untersuchung der Unfallstelle vor Ort ergab, dass das Flugzeug vor dem Aufprall auf den Boden Baumkronen abgeschnitten hatte.[10]